# Hrabstwo Stewart (Georgia)

Piramida wieku hrabstwa

Hrabstwo Stewart (ang. Stewart County) – hrabstwo w stanie Georgia, w Stanach Zjednoczonych. Z gęstością 4 os./km² jest piątym najsłabiej zaludnionym hrabstwem Georgii. Jego siedzibą administracyjną jest Lumpkin.

## Geografia
Według spisu z 2000 r. obszar całkowity hrabstwa obejmuje powierzchnię 463,23 mil2 (1199,76 km²), z czego 458,70 mil2 (1188,03 km²) stanowią lądy, a 4,53 mil2 (11,73 km²) stanowią wody.

### Miejscowości
- Lumpkin
- Richland

### Sąsiednie hrabstwa
- Hrabstwo Chattahoochee (północ)
- Hrabstwo Webster (wschód)
- Hrabstwo Randolph (południe)
- Hrabstwo Quitman (południowy zachód)
- Hrabstwo Barbour, Alabama (zachód)
- Hrabstwo Russell, Alabama (północny zachód)

## Demografia
Według spisu z 2020 roku liczy 5314 mieszkańców, co oznacza spadek o 12,3% w porównaniu z poprzednim spisem z roku 2010. Według danych pięcioletnich z 2021 roku 47,9% to czarnoskórzy lub Afroamerykanie, 44,3% biali (23,9% nie licząc Latynosów), 4,2% Azjaci, 3% miało rasę mieszaną i 0,6% to rdzenna ludność Ameryki. Latynosi stanowili 29,7% populacji hrabstwa.

## Polityka
Hrabstwo jest przeważająco demokratyczne, gdzie w wyborach prezydenckich w 2020 roku, 59,4% głosów otrzymał Joe Biden i 40,3% przypadło dla Donalda Trumpa. 

## Galeria

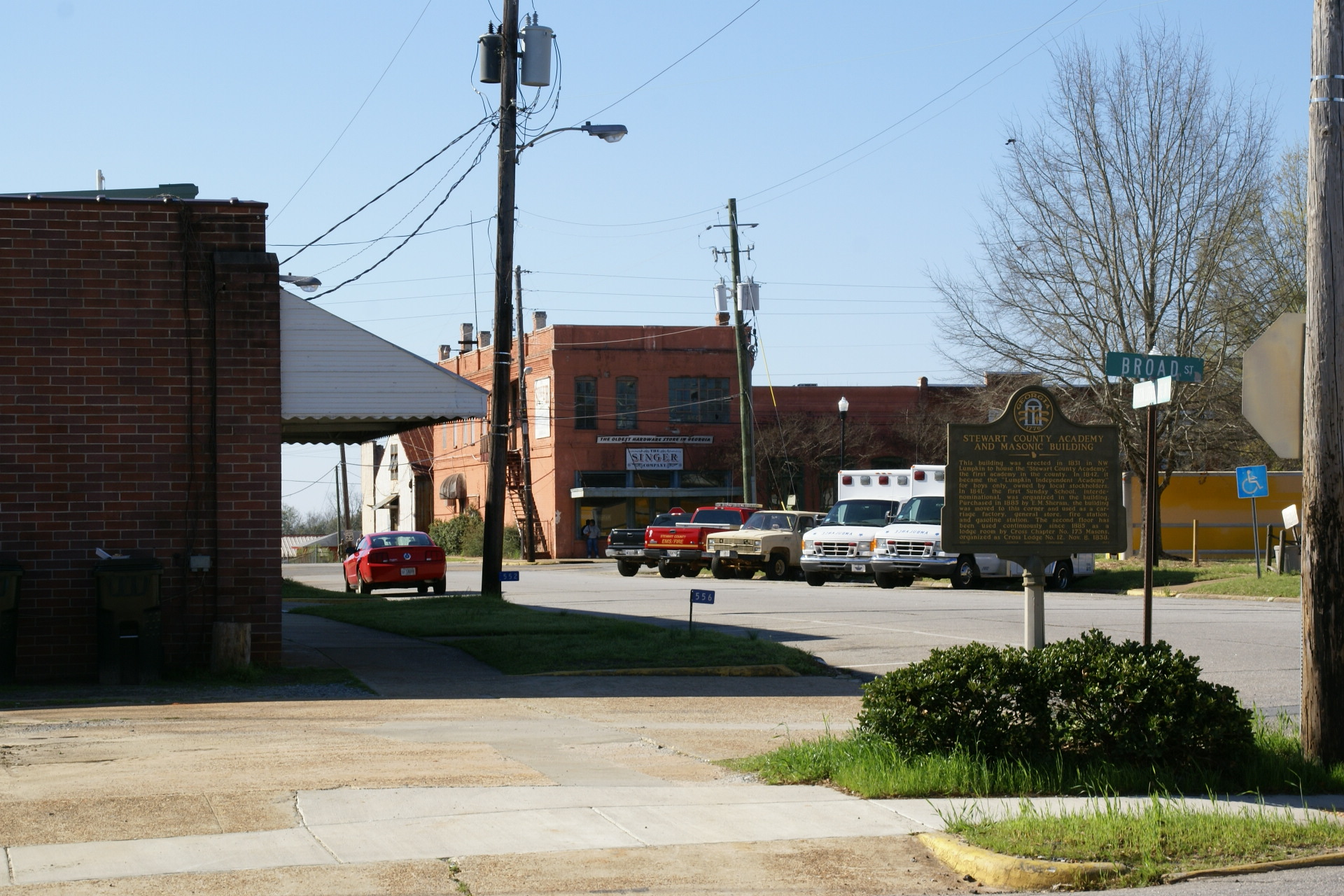
Lumpkin
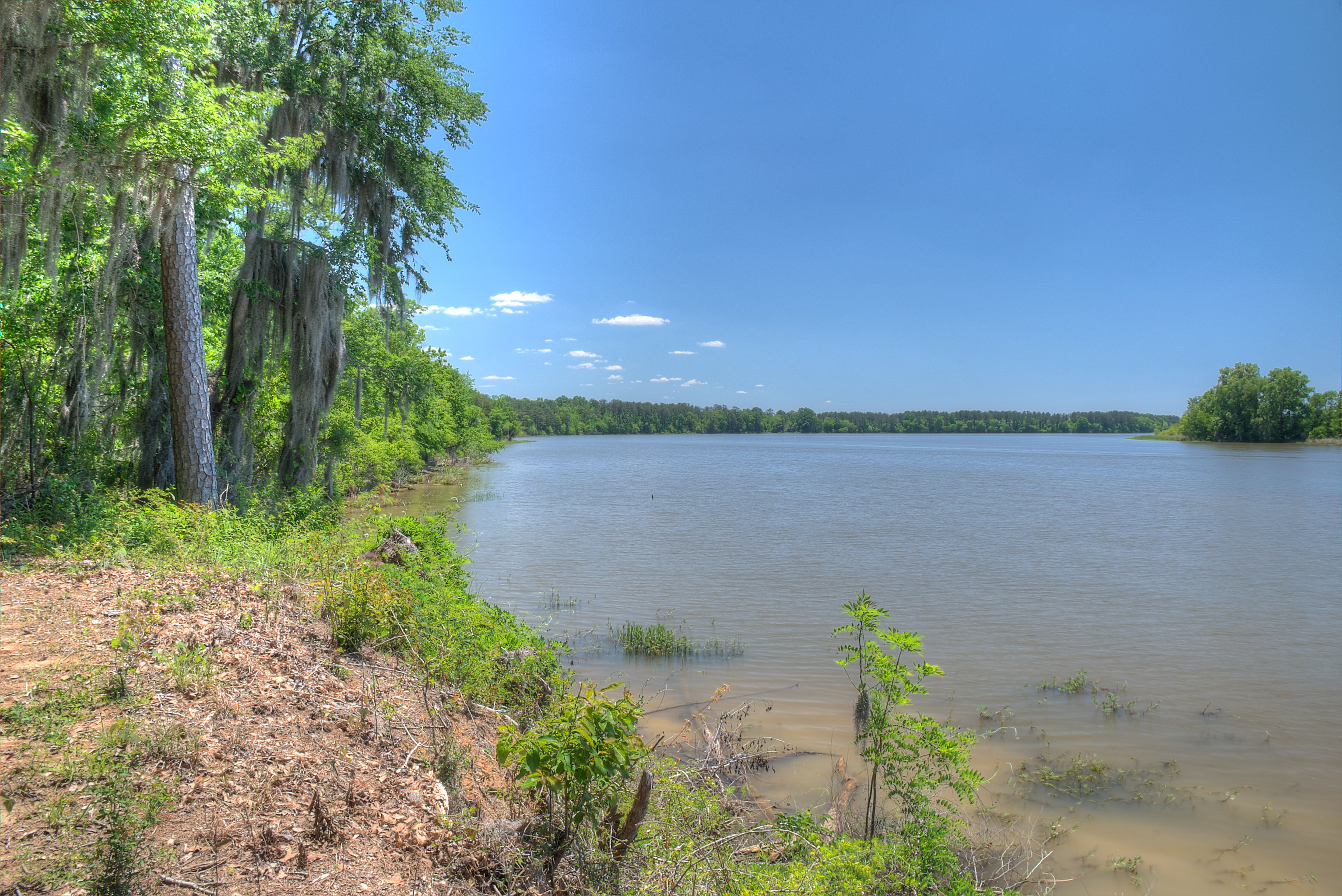
Jezioro Waltera F. George
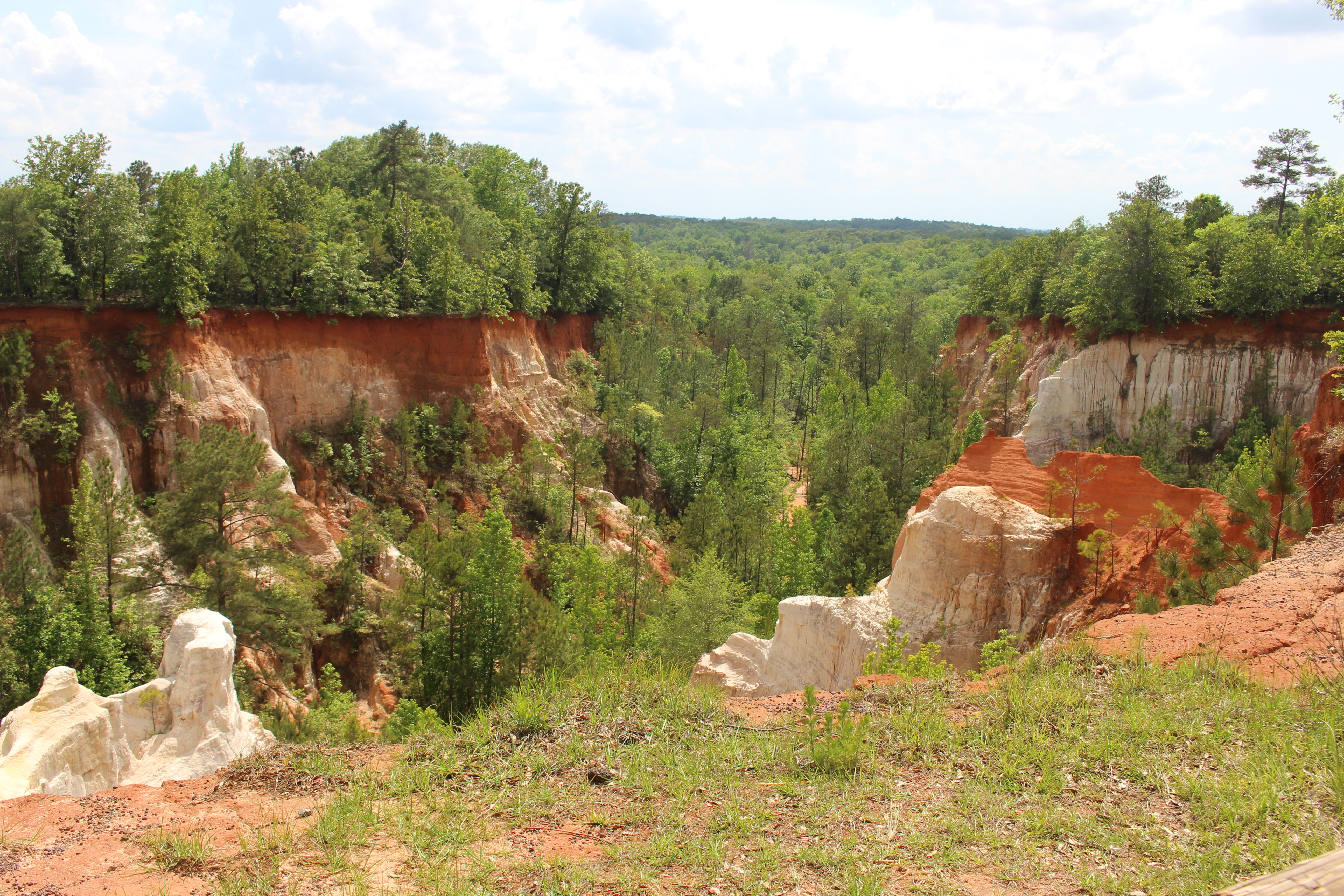
Kanon Providence
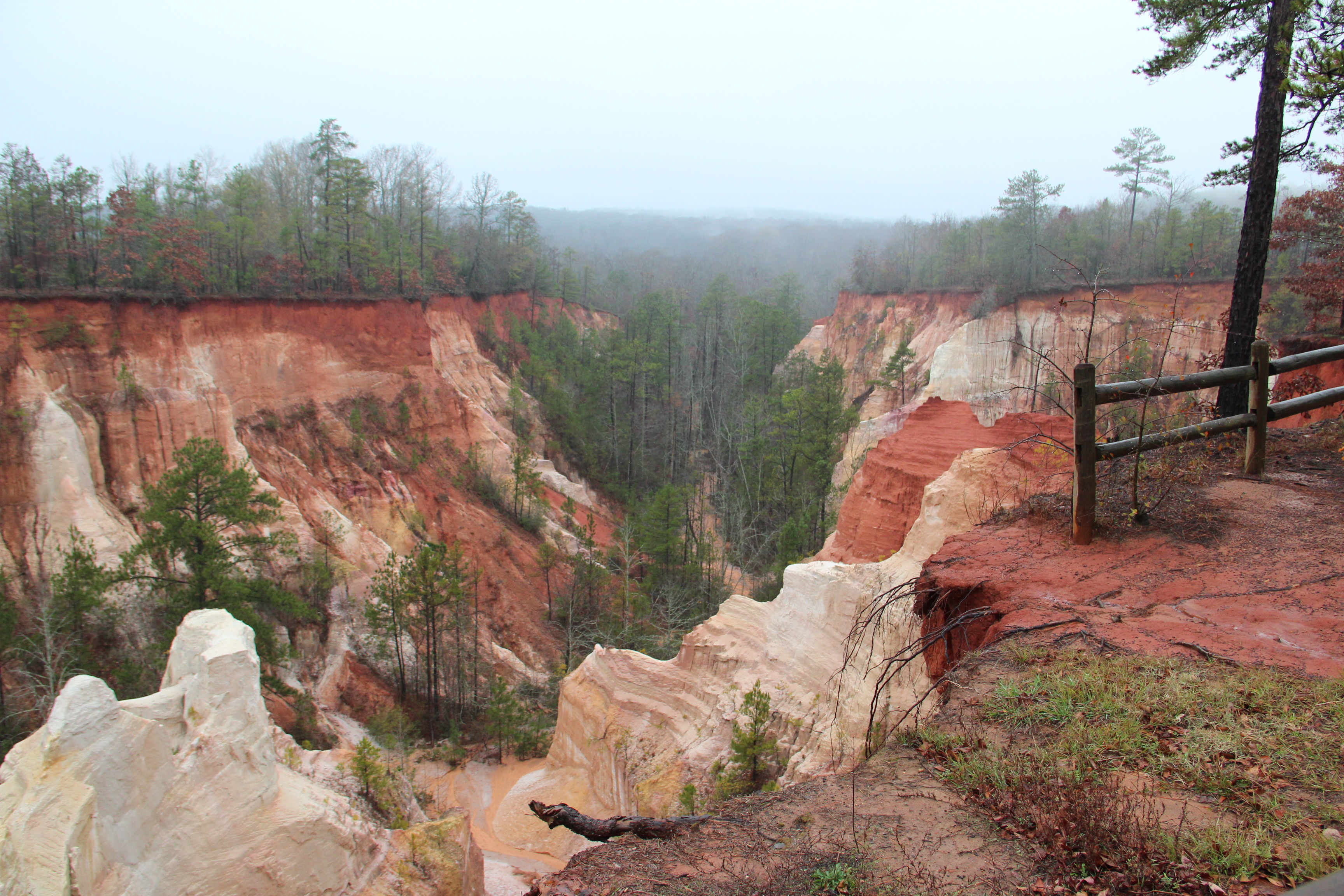
Kanon Providence
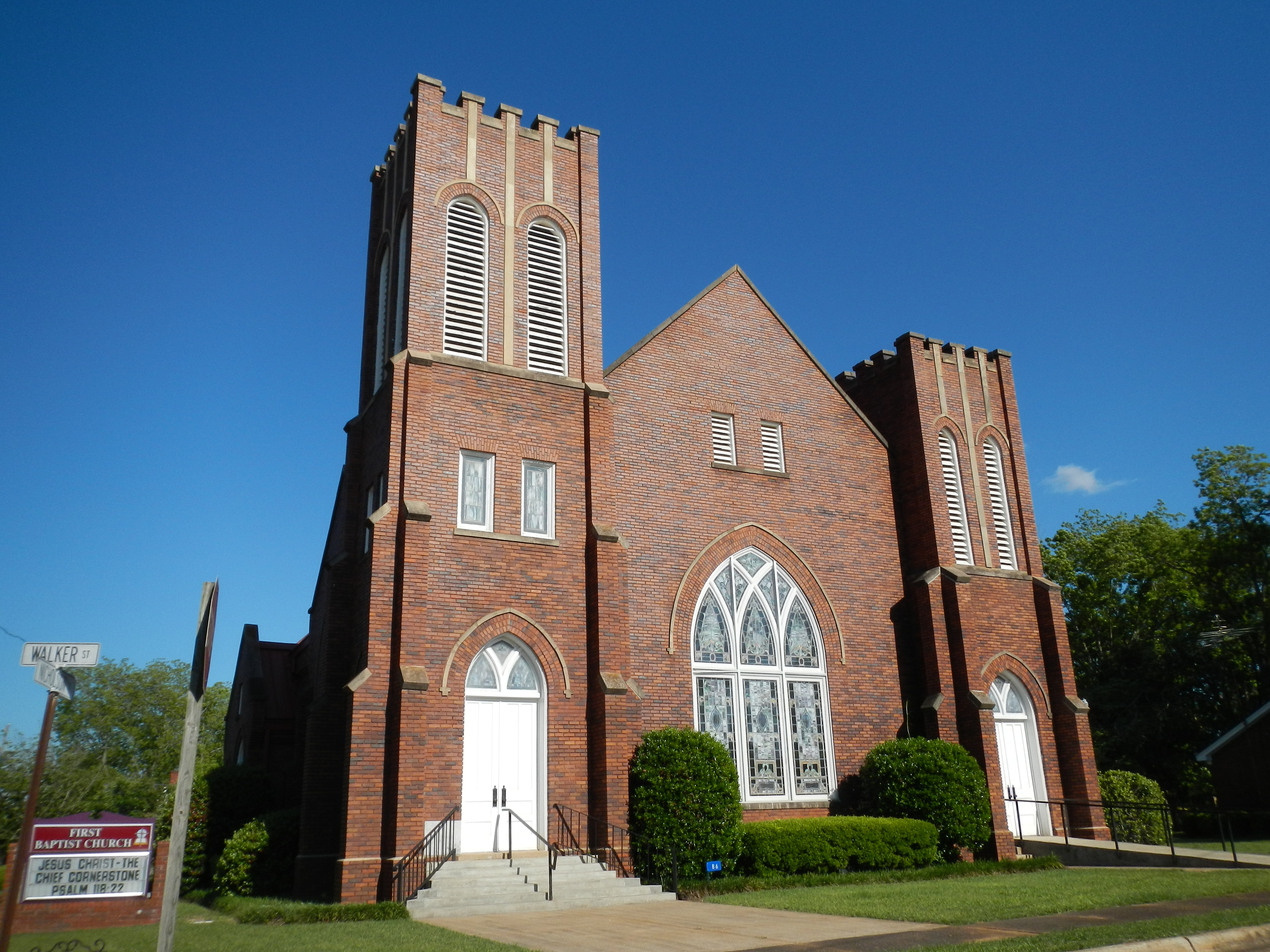
Kościół baptystów w Richland